# Irdning

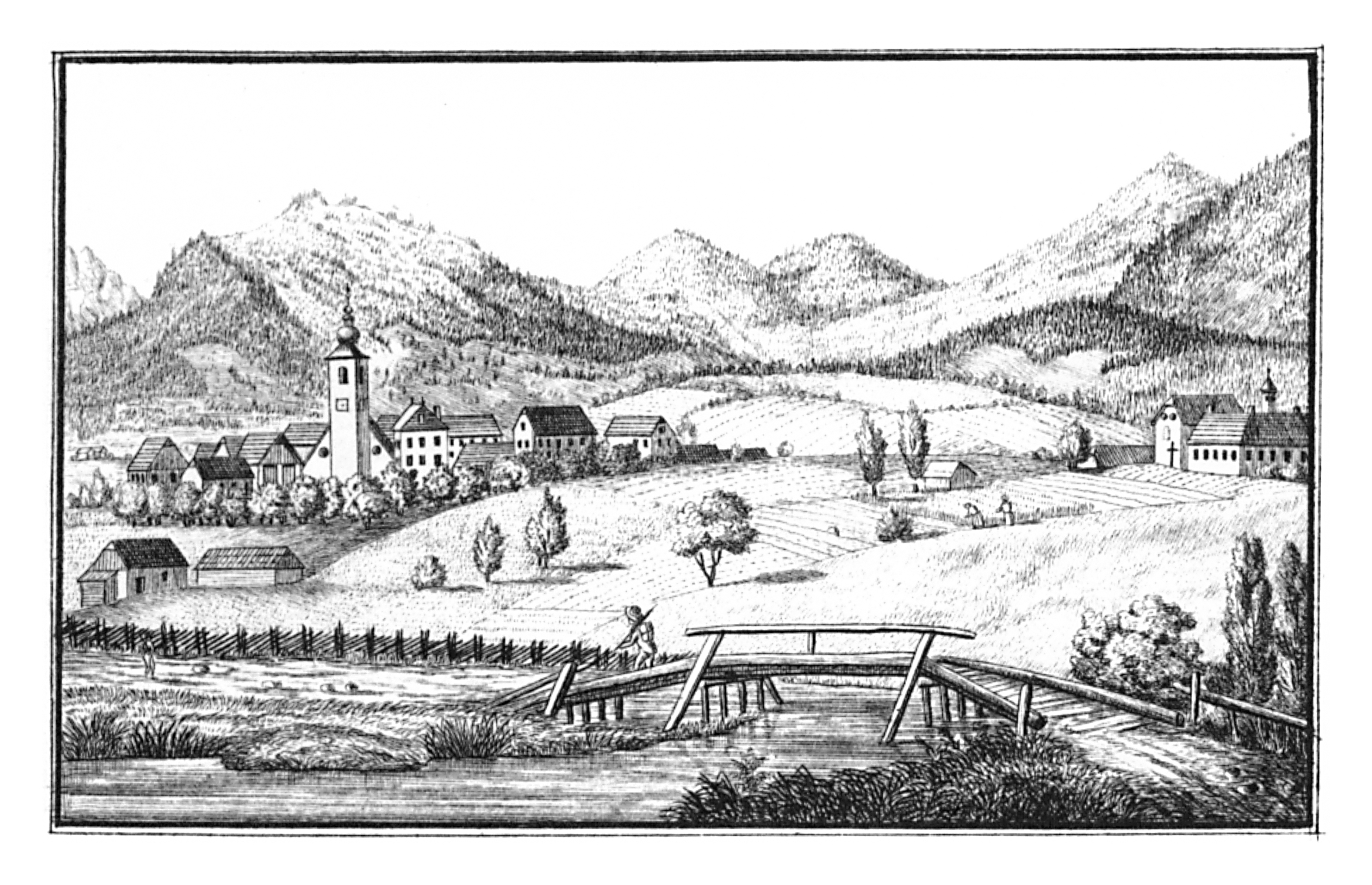
Irdning, S. Kölbl, lith. 1830

Irdning ist der Hauptort der Gemeinde Irdning-Donnersbachtal im Bezirk und Gerichtsbezirk Liezen in der Steiermark. Die Gemeinde hat insgesamt 5743 Einwohner (Stand 1. Jänner 2021) und besteht seit 2015, nachdem im Rahmen der steiermärkischen Gemeindestrukturreform die früheren Gemeinden Irdning, Donnersbach und Donnersbachwald zusammengeschlossen wurden.

## Geografie
Irdning liegt circa zwölf Kilometer südwestlich von Liezen im Ennstal, auf einer Seehöhe von 645 m ü. A. bis 1450 m ü. A. (Zentrum: 673 m ü. A.).

### Gliederung
Die ehemalige Gemeinde Irdning gliederte sich in drei Katastralgemeinden:
- Altirdning
- Irdning
- Raumberg

Die sechs Ortschaften mit Einwohnerangaben (Stand: 2011) sind:
- Altirdning (482)
- Bleiberg (107)
- Falkenburg (1015)
- Irdning (769)
- Kienach (97)
- Raumberg (265)[2]

### Gemeindezusammenlegung
Am 1. Jänner 1960 wurden die Gemeinde Altirdning und die Marktgemeinde Irdning auf Verordnung von Landeshauptmann Josef Krainer vereinigt.
Im Zuge der steirischen Gemeindestrukturreform wurde die Gemeinde Irdning 2015 mit den Gemeinden Donnersbach und Donnersbachwald fusioniert.

### Nachbargemeinden
Die Nachbargemeinden waren Aigen im Ennstal, Donnersbach, Niederöblarn, Sankt Martin am Grimming, Pürgg-Trautenfels und Stainach.

## Geschichte
Über die Entstehung des Marktes Irdning ist aus Mangel an Urkunden nichts bekannt. Wahrscheinlich überließ der Landesfürst den ersten Ansiedlern Grundstücke gegen einen jährlich zu entrichtenden Zins. Im Laufe der Jahre gingen diese Grundbesitze in erblichen Besitz über (Höfe). Die Besitzer solcher Höfe waren die in Urkunden erwähnten Herren von Irdning.
Der Name Irdning (Idenich, Ydnich, Jednik) wird erstmals im Urkundenverzeichnis des Stiftes Admont aus dem Jahr 1140 angeführt. Der Name bezieht sich auf die altslawischen Wurzeln *jadъ oder *ědъ, die ursprünglich „Gift“ bedeuten, figurativ aber auch „Wildheit“, „Zorn“, weil der Irdningbach ein reißender Wildbach ist. Im Jahre 1145 wird die Pfarrkirche anlässlich einer Schenkung an das Stift Admont im Zusammenhang mit einem Muccolf de Ideniche erwähnt.
Der Ortsname Irdning stammt wie der Name Altirdning aus dem Slawischen. Das Marktrecht wurde Irdning im Jahre 1564 auf Ansuchen des Inhabers der Herrschaft Wolkenstein (Ferdinand Hoffmann) erteilt. Seit 1689 befand sich der Sitz des Landgerichtes Wolkenstein in Irdning. Die politische Gemeinde Irdning wurde 1850 errichtet.

### Religion
Einer der wichtigsten Pfarrherren von Irdning war Aeneas Silvio Piccolomini aus Siena. Er war von 1455 bis 1458 Pfarrer von Irdning und wurde am 27. August 1458 als Pius II. zum Papst gewählt.
Glaubensbekenntnisse per 1. Januar 2011:
| Bekenntnis          | Einwohner |
| ------------------- | --------- |
| römisch-katholisch  | 2676      |
| evangelisch A.B.    | 0174      |
| islamisch           | 0008      |
| evangelisch H.B.    | 0003      |
| buddhistisch        | 0002      |
| griechisch-orthodox | 0001      |
| russisch-katholisch | 0001      |
| russisch-orthodox   | 0001      |
| sonstige            | 0049      |
| ohne Bekenntnis     | 0139      |

### Bevölkerungsentwicklung
| Jahr | Einwohner |
| ---- | --------- |
| 1961 | 2048      |
| 1971 | 2306      |
| 1981 | 2299      |
| 1991 | 2490      |
| 2001 | 2632      |
| 2008 | 2698      |
| 2009 | 2682      |
| 2010 | 2700      |
| 2011 | 2721      |

Von den 2698 Einwohnern waren 1.422 Frauen und 1.276 Männer.
Altersgruppen:
- < 15 Jahre: 441 Personen
- 15–64 Jahre: 1793 Personen
- > 65: 464 Personen

(Stand 1. Jänner 2008)

## Kultur und Sehenswürdigkeiten

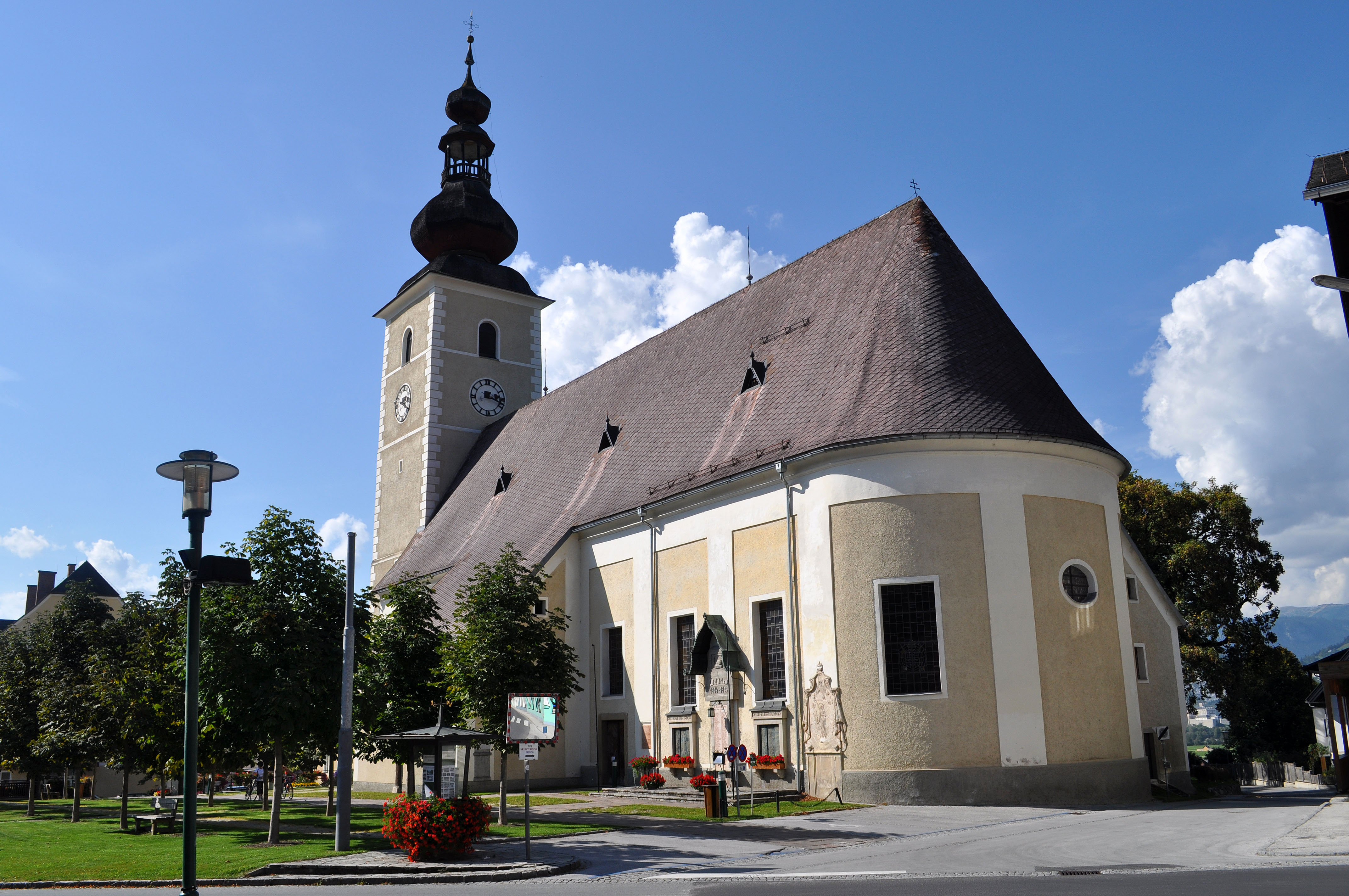
Pfarrkirche Irdning

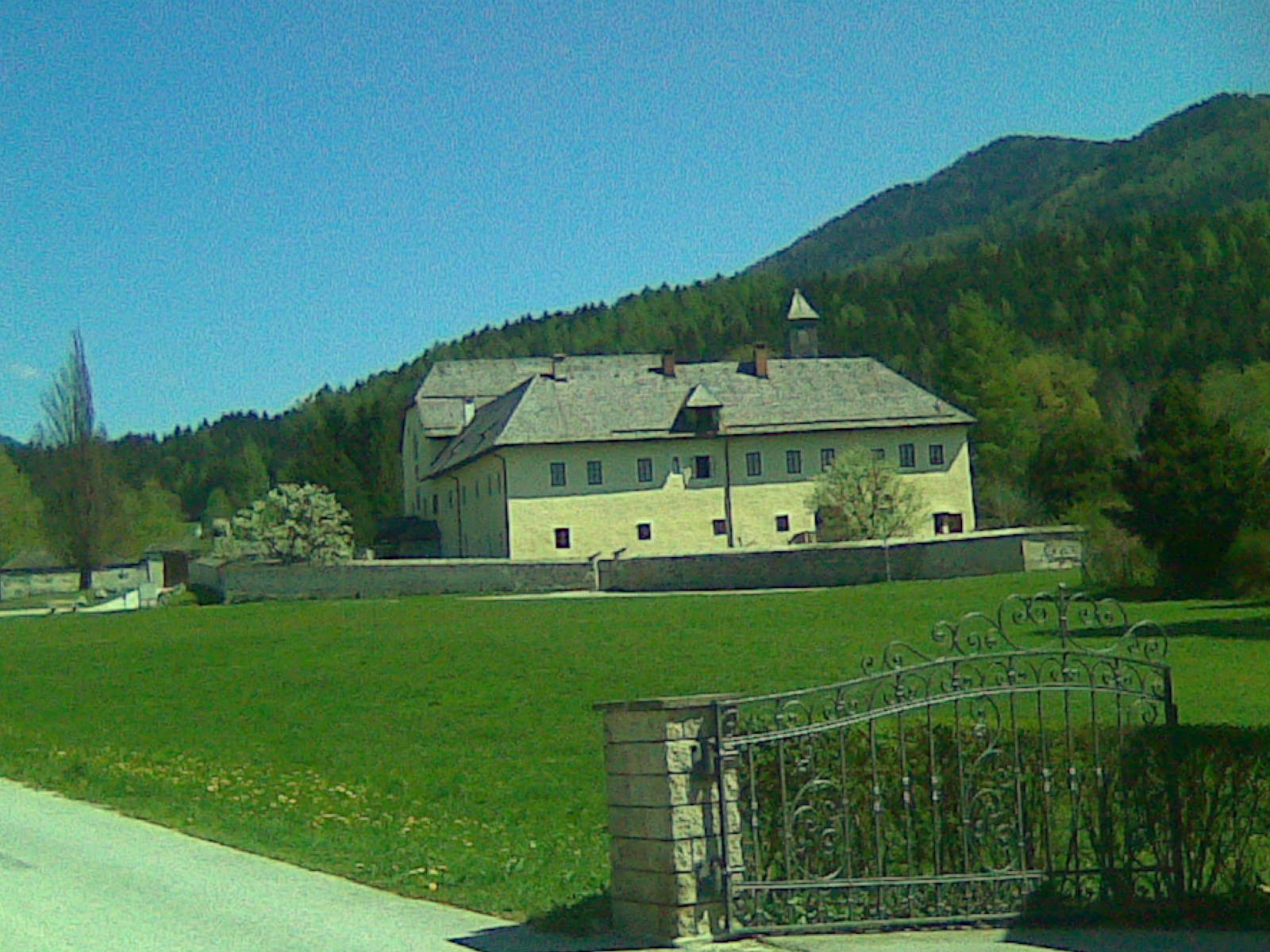
Kapuzinerkloster Irdning

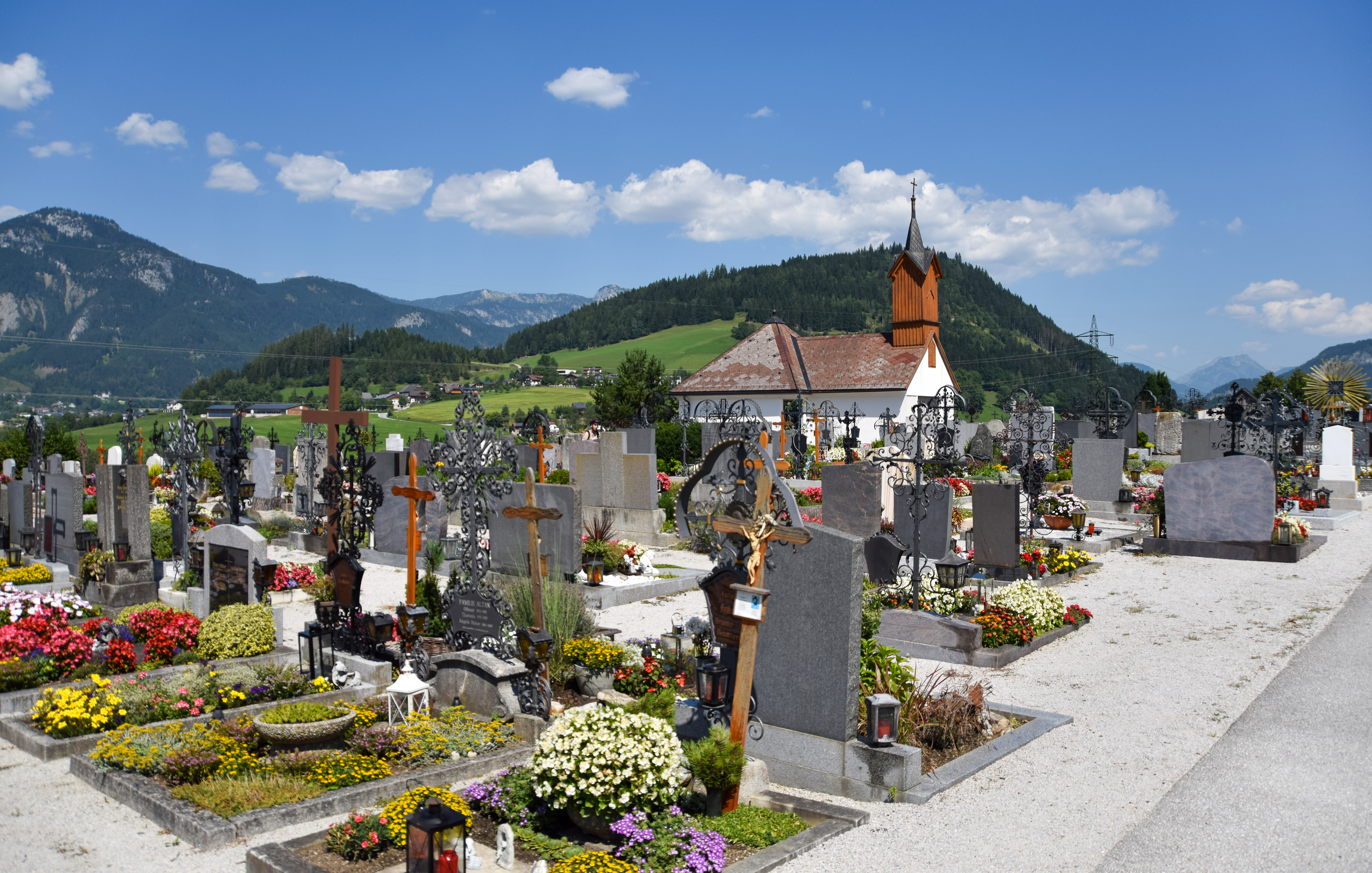
Friedhof Irdning mit Friedhofskapelle, 2023

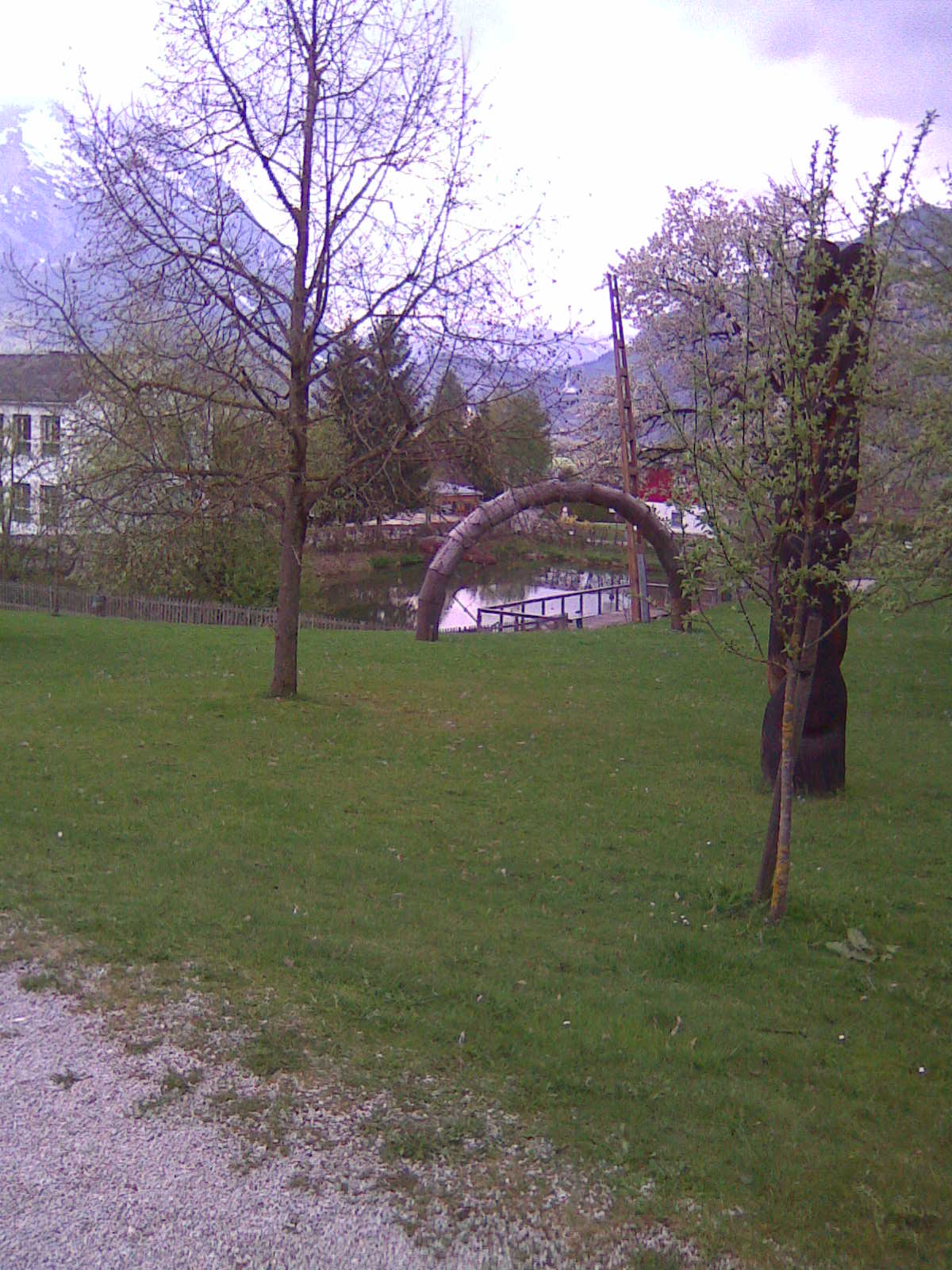
Skulpturenpark

- Katholische Pfarrkirche Irdning Hll. Petrus und Paulus: erstmals 1145 urkundlich erwähnt. Die überwiegend gotische Pfarrkirche ist den Hll. Peter und Paul geweiht. Die zentrale Bedeutung dieser beiden Schutzheiligen spiegelt sich im Hochaltarbild wider, einem typischen Beispiel barocker Sakralkunst von Philipp Carl Laubmann aus Graz von 1752. Es stellt den Friedenskuss der beiden Patronen dar, die sich vor ihrem Martyrium in Rom voneinander verabschieden. Weiter verfügt die Kirche über eine Reihe sehenswerter durchwegs barocker Altäre in den Seitenkapellen und einem Rosenkranzbruderschaftsaltar mit einem bemerkenswerten Altargemälde, das 1640 von Andreas Sterz, einem Künstler des Stiftes Admont geschaffen wurde.[6] Erwähnenswert sind auch die Totenschilde der Familie Welsersheimb. Außen an der Kirche befindet sich das Kriegerdenkmal für die 105 Irdninger Opfer des Ersten Weltkrieges und der 167 Opfer des Zweiten Weltkrieges, wobei zumindest bei den Gefallenen des Zweiten Weltkrieges auch die Opfer aus Aigen im Ennstal aufgeführt sind.[7]
- Kapuzinerkloster Irdning: 1615 von Hans Praunfalk als Jagdschloss errichtet, an Stelle eines Bauernhofes. Seit 1711 ein Kapuzinerkloster.
- Kalvarienbergkirche, 18. Jh.
- Kapelle an der Straße nach Aigen, 18. Jh.
- Ehemalige Richtstätte mit Galgenkapelle, 16. oder 17. Jh.
- Schloss Gumpenstein: 1616 durch Bauherr Moritz von Stainach errichtet, später Wohnsitz der Familie Grafen Welsersheimb, Freiherren von Gumpenstein. Heute ist im Schloss die Höhere Bundeslehr- und Forschungsanstalt Raumberg-Gumpenstein.
- Falkenhof: Ehemaliges Jagdhaus der Familie Mayr-Melnhof, aus dem Ende des 19. Jahrhunderts. Später wurde daraus ein Hotelbetrieb und Restaurant.
- Stegmüllnerhaus in Falkenberg, ehemalige Mühle, 17. Jh.
- Skulpturenregion Irdning mit Holz- und Steinskulpturen nationaler und internationaler Künstler.
- Der Friedhof Irdning mit seinem schönen Ausblick auf den Grimming befindet sich westlich des Ortskerns.

### Regelmäßige Veranstaltungen
- ikmT – Internationale Kammermusiktage Raumberg: seit 1948 finden die Internationalen Kammermusiktage jährlich im Juli statt.
- Grimmingsymposion für Holz- und Steinbildhauer: seit 1997 jährlich im August. Neben dem Symposion für Holz wird seit 2003 auch ein Symposion zur Bearbeitung von Naturstein veranstaltet. Viele Skulpturen sind in der umgebenden Landschaft im Skulpturenpark Irdning und Sport- und Freizeitanlage Irdning aufgestellt.
- Internationalen Meisterkurs für Violoncello (IMKV): seit 1998 wird durch O.Univ.Prof. Rudolf Leopold (Musikuniversität Graz, Musiker und Cello-Pädagoge) jährlich im Juli/August in Irdning ein Internationaler Meisterkurs für Violoncello (IMKV) mit Studenten aus Europa und Asien abgehalten.

## Wirtschaft und Infrastruktur
Laut Arbeitsstättenzählung 2001 gab es 117 Arbeitsstätten mit 910 Beschäftigten in der Gemeinde sowie 636 Auspendler und 503 Einpendler. Es gab 81 land- und forstwirtschaftliche Betriebe (davon 33 im Haupterwerb), die zusammen 2.894 ha bewirtschafteten (Stand 1999).

### Bildung
- Volksschule Irdning
- Neue Mittelschule Irdning[8]
- Polytechnische Schule Irdning
- HBLFA Raumberg-Gumpenstein

### Sport
Irdning besitzt eine Sportanlage, die regelmäßig von Fußballmannschaften zu Trainingszwecken genutzt wird. In der Vergangenheit haben Real Madrid (2008 zum 4. Mal), AS Rom, VfB Stuttgart, FC Schalke 04 (2011) und andere Mannschaften aus dem In- und Ausland in Irdning ihre Trainingslager abgehalten. Tausende Schaulustige kommen jedes Mal, um Autogramme von den Spielern zu bekommen und dem Training zuzusehen.
In unmittelbarer Nähe zu Irdning finden sich mehrere Skigebiete, unter anderem die Planneralm (das höchstgelegene Skigebiet der Steiermark), die Riesneralm und die Tauplitzalm. Weitere Wintersportmöglichkeiten sind durch Langlaufloipen und Eisstockbahnen gegeben. Im Sommer kann der Golfplatz des Hotels Schloss Pichlarn genutzt werden. Bademöglichkeiten bestehen im Sommer am ortseigenen künstlich angelegten Badeteich und am Putterersee im benachbarten Aigen im Ennstal.
Irdning verfügt weiterhin über einen Beachvolleyball-Platz, eine Tennisanlage, zwei Reitschulen, eine Inline-Skate-Bahn, eine Leichtathletikbahn und eine Asphalt-Eisstockbahn.
Alljährlich findet im Sommer ein 12- bzw. 24-Stunden-Benefizlauf statt, welcher auch als österreichische Meisterschaft zählt.

## Ehemalige Politik

### Gemeinderat
Der Gemeinderat bestand bis Ende 2014 aus 15 Mitgliedern und setzte sich seit der Gemeinderatswahl 2010 aus Mandataren der folgenden Parteien zusammen: 10 ÖVP, 2 WIR-Wie Irdning Redet – Offene Plattform für Gemeindebürger, 2 SPÖ und 1 FPÖ.

### Wappen
Die Verleihung des Gemeindewappens erfolgte mit Wirkung vom 1. Dezember 1960.
Blasonierung (Wappenbeschreibung): „Im silbernen Schild ein blauer Schrägrechtsbalken, links oben von einem schräglinks niederstoßenden Falken, rechts unten von einer blauen schildfußbildenden Zinnenmauer begleitet, die nahe dem vorderen Schildhaupt in einen fünfzinnigen Turm mit durchbrochenem Tor und Fenster übergeht.“

### Städtepartnerschaften
- Ahorn in Franken, Deutschland, seit 1975

## Persönlichkeiten

### Ehrenbürger
- Johann Resl († 1921), Altbürgermeister von Irdning[12]
- 1959: Franz Roubal (1889–1967), akademischer Maler und Bildhauer[13]

### Söhne und Töchter von Irdning
- Alex Deutsch (* 1959), Musiker
- Karl Gasteiger (1857–1930), Apotheker und Abgeordneter zum Österreichischen Abgeordnetenhaus
- Hubert Friedrich Hirscher (* 1951), Buchautor und freier Journalist
- Bruno Jaschke (* 1958), Schriftsteller und Journalist
- Alois Pachernegg (1892–1964), Dirigent und Komponist
- Johann Pötsch (1894–1968), Politiker der ÖVP, Abgeordneter zum Nationalrat 1945–1949, 1953–1956, Mitglied des Bundesrates 1949–1953
- Hans Steiner (1921–2008), Abgeordneter zum Steiermärkischen Landtag, langjähriger Obmann des steirischen Akademikerbundes und Ehrenobmann des „Ennstaler Kreises“[14]
- Wolfgang Suppan (1933–2015), Musikwissenschaftler

### Persönlichkeiten mit Bezug zu Irdning
- Franz Roubal (1889–1967), akademischer Maler und Bildhauer, lebte bis zu seinem Tod in Irdning und verewigte den Ort vielmals in seinen Gemälden